# اوا سیمونز
اوا ماریا سیمونز (زاده ۲۷ آوریل ۱۹۸۴) یک خواننده و ترانه‌سرای هلندی اهل آمستردام است. او بیشتر به خاطر آهنگ " پلیس " و همکاری با هنرمندانی مانند افروجک شناخته می‌شود. در سال ۲۰۱۲، سایمونز پس از حضور در تک آهنگ ویل.آی.ام " This Is Love " در سطح بین‌المللی شناخته شد. او در طول فعالیت انفرادی خود ۱۲ تک آهنگ منتشر کرده‌است، از جمله «آتش‌سوزی» که در نوامبر ۲۰۱۵ منتشر شد.
سایمونز که در آمستردام و در خانواده ای نوازنده بزرگ شد. مادرش اینگرید سیمونز، خواننده هلندی با اصالت سورینامی است، که با دی جی پل الستاک و تی اسپون کار می‌کرد. پدربزرگ او آکاردئونیست هلندی جانی مایجر بود. پدرش پیانیستی بود که به او الهام بخشید تا این ساز را بپذیرد. در اوایل نوجوانی او بخشی از جودی کیدز بود، گروهی که آوازهایی را برای تولید موسیقی فراهم می‌کرد. او فارغ‌التحصیل کنسرواتوریوم ون آمستردام است. در سال ۲۰۰۱ او در تک آهنگ «من به عشق اعتقاد دارم» اثر کوپر خواند. پس از فارغ‌التحصیلی در سال ۲۰۰۴، او وارد نسخه هلندی مسابقه Popstars The Rivals شد و در آنجا به عنوان یکی از پنج عضو گروه رافیش انتخاب شد.